# Medicine River (Red Deer River)
Der Medicine River ist ein ca. 130 km langer linker Nebenfluss des Red Deer River im Westen der kanadischen Provinz Alberta. 

## Flusslauf
Das Quellgebiet des Medicine River befindet sich etwa 120 km südwestlich von Edmonton. Der Medicine River hat seinen Ursprung in dem kleinen See Cosling Lake auf einer Höhe von etwa 1000 m. Der Medicine River fließt auf seiner gesamten Strecke in überwiegend südsüdöstlicher Richtung durch die Great Plains im Westen von Alberta. Der Fluss verläuft dabei annähernd parallel zu den 100 km weiter südwestlich gelegenen Kanadischen Rocky Mountains. Nach 4 km erreicht er den Medicine Lake, wo sich auch die Medicine Lake Provincial Recreational Area befindet. Etwa 50 km oberhalb der Mündung befindet sich Eckville, eine 1000-Einwohner-Ortschaft, am Flusslauf. Der Medicine River mündet schließlich 10 km westnordwestlich von Innisfail in den Red Deer River. Der Medicine River bildet entlang seinem gesamten Flusslauf ein stark mäandrierendes Verhalten mit unzähligen engen Flussschlingen aus.

## Hydrologie
Der Medicine River entwässert ein Areal von etwa 2200 km². Das effektive Einzugsgebiet umfasst ungefähr 2140 km². Der mittlere Abfluss am Alberta Highway 11, 50 km oberhalb der Mündung, beträgt 4,1 m³/s. Der April ist mit im Mittel 15,1 m³/s der abflussstärkste Monat.